# Grodzisk Mazowiecki (gromada)
Grodzisk Mazowiecki (w momencie utworznia Grodzisk; do 30 XII 1959 Adamowizna) – dawna gromada, czyli najmniejsza jednostka podziału terytorialnego Polskiej Rzeczypospolitej Ludowej w latach 1954–1972.
Gromady, z gromadzkimi radami narodowymi (GRN) jako organami władzy najniższego stopnia na wsi, funkcjonowały od reformy reorganizującej administrację wiejską przeprowadzonej jesienią 1954 do momentu ich zniesienia z dniem 1 stycznia 1973, tym samym wypierając organizację gminną w latach 1954-1972.
Gromadę Grodzisk (bez przydawki "Mazowiecki") z siedzibą GRN w mieście Grodzisku Mazowieckim (nie wchodzącym w jej skład) utworzono 31 grudnia 1959 w powiecie grodziskomazowieckim w woj. warszawskim w związku z przeniesieniem siedziby GRN gromady Adamowizna z Adamowizny do Grodziska Mazowieckiego i zmianą nazwy jednostki na gromada Grodzisk; równocześnie do nowo utworzonej gromady Grodzisk włączono obszary zniesionych gromad Książenice (bez wsi Siestrzeń) i Kozerki.
Począwszy od wykazu gromad z lipca 1960, jednostka występuje w formie gromada Grodzisk Mazowiecki.
1 stycznia 1969 do gromady Grodzisk Mazowiecki włączono obszar zniesionej gromady Natolin w tymże powiecie.
Gromada przetrwała do końca 1972 roku, czyli do kolejnej reformy gminnej. 1 stycznia 1973 w powiecie grodziskomazowieckim reaktywowano gminę Grodzisk Mazowiecki (do 1954 jako gmina Grodzisk).